# Oumar Solet
Oumar Michael Solet Bomawaoko, noto semplicemente come Oumar Solet (Melun, 7 febbraio 2000), è un calciatore francese, difensore dell'Udinese.

## Biografia
Oumar Solet, di origini ivoriane e centroafricane, è nato a Melun, nella Senna e Marna, ed è fratello del calciatore Isaac Solet.

## Caratteristiche tecniche
È un difensore centrale forte fisicamente, dotato di buona tecnica, veloce e abile nel gioco aereo. Spicca per la sua grande abilità nel trovare il tempo giusto di fermare gli attacchi avversari, oltre ad essere molto aggressivo e efficace in marcatura dove fa valere la sua grande fisicità, è dotato di un calcio molto potente che lo rende pericoloso anche nelle conclusioni dalla distanza

## Carriera

### Club
Cresciuto nel settore giovanile del Laval, debutta in prima squadra il 4 agosto 2017 in occasione dell'incontro di Championnat National vinto 1-0 contro il Concarneau; nel gennaio seguente viene acquistato in prestito dall'Olympique Lione che lo aggrega alla propria seconda squadra.
Al termine della stagione viene riscattato ed il 16 gennaio 2019 esordisce in Ligue 1 nella trasferta pareggiata 2-2 sul campo del Tolosa. Impiegato di rado con la prima squadra, il 17 luglio 2020 viene ceduto a titolo definitivo al Salisburgo.
Il 14 settembre 2024, rescinde il proprio contratto col club austriaco.
Il 1º ottobre dello stesso anno, viene comunicato il suo ingaggio a titolo definitivo da parte dell'Udinese, in Serie A, con cui firma un contratto triennale, valido a partire dal 2 gennaio 2025. Due giorni dopo esordisce subito da titolare nella partita in casa dell'Hellas Verona, pareggiata per 0-0. Segna la sua prima rete in campionato il 30 marzo contro l'Inter nella sconfitta esterna per 2-1.

### Nazionale
Ha giocato nelle nazionali giovanili francesi Under-17, Under-18, Under-19 ed Under-20.

## Statistiche

### Presenze e reti nei club
Statistiche aggiornate al 18 agosto 2025.
| Stagione               | Squadra                | Campionato             | Campionato | Campionato | Coppe nazionali | Coppe nazionali | Coppe nazionali | Coppe continentali | Coppe continentali | Coppe continentali | Altre coppe | Altre coppe | Altre coppe | Totale | Totale |
| Stagione               | Squadra                | Comp                   | Pres       | Reti       | Comp            | Pres            | Reti            | Comp               | Pres               | Reti               | Comp        | Pres        | Reti        | Pres   | Reti   |
| ---------------------- | ---------------------- | ---------------------- | ---------- | ---------- | --------------- | --------------- | --------------- | ------------------ | ------------------ | ------------------ | ----------- | ----------- | ----------- | ------ | ------ |
| 2017-2018              | Laval                  | N                      | 12         | 0          | CF+CdL          | 2+1             | 0               | -                  | -                  | -                  | -           | -           | -           | 15     | 0      |
| 2018-2019              | Olympique Lione        | L1                     | 1          | 0          | CF+CdL          | 1+1             | 0               | UCL                | 0                  | 0                  | -           | -           | -           | 3      | 0      |
| 2019-2020              | Olympique Lione        | L1                     | 1          | 0          | CF+CdL          | 0               | 0               | -                  | -                  | -                  | -           | -           | -           | 1      | 0      |
| Totale Olympique Lione | Totale Olympique Lione | Totale Olympique Lione | 2          | 0          |                 | 2               | 0               |                    | 0                  | 0                  |             | -           | -           | 4      | 0      |
| 2020-2021              | Salisburgo             | BL                     | 10         | 0          | CA              | 0               | 0               | UCL+UEL            | 0+2                | 0                  | -           | -           | -           | 12     | 0      |
| 2021-2022              | Salisburgo             | BL                     | 22         | 1          | CA              | 4               | 0               | UCL                | 7                  | 0                  | -           | -           | -           | 33     | 1      |
| 2022-2023              | Salisburgo             | BL                     | 25         | 1          | CA              | 2               | 0               | UCL+UEL            | 4+2                | 0                  | -           | -           | -           | 33     | 1      |
| 2023-2024              | Salisburgo             | BL                     | 21         | 1          | CA              | 4               | 1               | UCL                | 3                  | 0                  | -           | -           | -           | 28     | 2      |
| Totale Salisburgo      | Totale Salisburgo      | Totale Salisburgo      | 78         | 3          |                 | 10              | 1               |                    | 18                 | 0                  |             | -           | -           | 106    | 4      |
| gen.-giu. 2025         | Udinese                | A                      | 19         | 1          | CI              | 0               | 0               | -                  | -                  | -                  | -           | -           | -           | 19     | 1      |
| 2025-2026              | Udinese                | A                      | 0          | 0          | CI              | 1               | 0               | -                  | -                  | -                  | -           | -           | -           | 1      | 0      |
| Totale Udinese         | Totale Udinese         | Totale Udinese         | 19         | 1          |                 | 1               | 0               |                    | -                  | -                  |             | -           | -           | 20     | 1      |
| Totale carriera        | Totale carriera        | Totale carriera        | 111        | 4          |                 | 16              | 1               |                    | 18                 | 0                  |             | -           | -           | 145    | 5      |

### Cronologia presenze e reti in nazionale
| Cronologia completa delle presenze e delle reti in nazionale ― Francia under 20 | Cronologia completa delle presenze e delle reti in nazionale ― Francia under 20 | Cronologia completa delle presenze e delle reti in nazionale ― Francia under 20 | Cronologia completa delle presenze e delle reti in nazionale ― Francia under 20 | Cronologia completa delle presenze e delle reti in nazionale ― Francia under 20 | Cronologia completa delle presenze e delle reti in nazionale ― Francia under 20 | Cronologia completa delle presenze e delle reti in nazionale ― Francia under 20 | Cronologia completa delle presenze e delle reti in nazionale ― Francia under 20 |
| Data                                                                            | Città                                                                           | In casa                                                                         | Risultato                                                                       | Ospiti                                                                          | Competizione                                                                    | Reti                                                                            | Note                                                                            |
| ------------------------------------------------------------------------------- | ------------------------------------------------------------------------------- | ------------------------------------------------------------------------------- | ------------------------------------------------------------------------------- | ------------------------------------------------------------------------------- | ------------------------------------------------------------------------------- | ------------------------------------------------------------------------------- | ------------------------------------------------------------------------------- |
| 6-9-2019                                                                        | Zagabria                                                                        | Croazia under 20                                                                | 1 – 1                                                                           | Francia under 20                                                                | Amichevole                                                                      | -                                                                               |                                                                                 |
| 8-9-2019                                                                        | Maribor                                                                         | Slovenia under 20                                                               | 2 – 2                                                                           | Francia under 20                                                                | Amichevole                                                                      | -                                                                               | 78’                                                                             |
| Totale                                                                          |                                                                                 | Presenze                                                                        | 2                                                                               |                                                                                 | Reti                                                                            | 0                                                                               |                                                                                 |

| Cronologia completa delle presenze e delle reti in nazionale ― Francia under 19 | Cronologia completa delle presenze e delle reti in nazionale ― Francia under 19 | Cronologia completa delle presenze e delle reti in nazionale ― Francia under 19 | Cronologia completa delle presenze e delle reti in nazionale ― Francia under 19 | Cronologia completa delle presenze e delle reti in nazionale ― Francia under 19 | Cronologia completa delle presenze e delle reti in nazionale ― Francia under 19 | Cronologia completa delle presenze e delle reti in nazionale ― Francia under 19 | Cronologia completa delle presenze e delle reti in nazionale ― Francia under 19 |
| Data                                                                            | Città                                                                           | In casa                                                                         | Risultato                                                                       | Ospiti                                                                          | Competizione                                                                    | Reti                                                                            | Note                                                                            |
| ------------------------------------------------------------------------------- | ------------------------------------------------------------------------------- | ------------------------------------------------------------------------------- | ------------------------------------------------------------------------------- | ------------------------------------------------------------------------------- | ------------------------------------------------------------------------------- | ------------------------------------------------------------------------------- | ------------------------------------------------------------------------------- |
| 14-11-2018                                                                      | Ta' Qali                                                                        | Francia under 19                                                                | 1 – 0                                                                           | Malta under 19                                                                  | Qual. Europeo Under-19 2019                                                     | -                                                                               |                                                                                 |
| 17-11-2018                                                                      | Ta' Qali                                                                        | Francia under 19                                                                | 7 – 0                                                                           | Lettonia under 19                                                               | Qual. Europeo Under-19 2019                                                     | 1                                                                               | 64’                                                                             |
| 20-11-2018                                                                      | Ta' Qali                                                                        | Belgio under 19                                                                 | 2 – 2                                                                           | Francia under 19                                                                | Qual. Europeo Under-19 2019                                                     | -                                                                               | 13’ 81’                                                                         |
| 13-2-2019                                                                       | Firenze                                                                         | Italia under 19                                                                 | 2 – 1                                                                           | Francia under 19                                                                | Amichevole                                                                      | -                                                                               |                                                                                 |
| 20-3-2019                                                                       | Ballan-Miré                                                                     | Francia under 19                                                                | 0 – 0                                                                           | Polonia under 19                                                                | Qual. Europeo Under-19 2019                                                     | -                                                                               |                                                                                 |
| 23-3-2019                                                                       | Avoine                                                                          | Francia under 19                                                                | 3 – 2                                                                           | Svizzera under 19                                                               | Qual. Europeo Under-19 2019                                                     | -                                                                               |                                                                                 |
| 26-3-2019                                                                       | Ballan-Miré                                                                     | Israele under 19                                                                | 0 – 3                                                                           | Francia under 19                                                                | Qual. Europeo Under-19 2019                                                     | -                                                                               |                                                                                 |
| 15-7-2019                                                                       | Erevan                                                                          | Rep. Ceca under 19                                                              | 0 – 3                                                                           | Francia under 19                                                                | Europeo Under-19 2019 - 1º turno                                                | -                                                                               |                                                                                 |
| 18-7-2019                                                                       | Erevan                                                                          | Irlanda under 19                                                                | 0 – 1                                                                           | Francia under 19                                                                | Europeo Under-19 2019 - 1º turno                                                | -                                                                               | 85’                                                                             |
| 21-7-2019                                                                       | Erevan                                                                          | Francia under 19                                                                | 1 – 0                                                                           | Norvegia under 19                                                               | Europeo Under-19 2019 - 1º turno                                                | -                                                                               | 46’                                                                             |
| 24-7-2019                                                                       | Erevan                                                                          | Francia under 19                                                                | 0 – 0 dts (3 – 4 dtr)                                                           | Spagna under 19                                                                 | Europeo Under-19 2019 - Semifinale                                              | -                                                                               |                                                                                 |
| Totale                                                                          |                                                                                 | Presenze                                                                        | 11                                                                              |                                                                                 | Reti                                                                            | 1                                                                               |                                                                                 |

## Palmarès

### Club

#### Competizioni nazionali
- Campionato austriaco: 3

Salisburgo: 2020-2021, 2021-2022, 2022-2023
- Coppa d'Austria: 1

Salisburgo: 2020-2021